# 丽莎·麦克莱恩
麗莎·卡梅拉·麥克萊恩（英語：Lisa Carmella McClain，1966年4月7日—），是一位美國政治人物，現任代表密西根州密第九國會選區聯邦眾議員。

## 外部連結
- Representative Lisa McClain （页面存档备份，存于） official U.S. House website
- Lisa McClain For Congress （页面存档备份，存于）
- 美國國會國家人物傳記大辭典中的傳記
- 由華盛頓郵報維護的投票記錄
- 智慧投票计划中的傳記、投票紀錄及利益集團評級
- 聯邦選舉委員會中的競選財務報告和數據
- C-SPAN內的頁面（英文）